# 复杂系统
复杂系统（英語：Complex system），又稱复合系统，是指由許多可能相互作用的組成成分所組成的系統。在很多情況下，將這樣的系統表示為網絡是有用的，其節點代表組成成分，鏈結則代表它們的交互作用。複雜系統的範例，例如：地球的全球氣候、生物、人腦、社會和經濟的組織（如城市）、一個生態系統、一個活細胞、以及最終的整個宇宙。
由於其元件之間、或特定系統與其環境之間的依賴性、關係、或相互作用，複雜系統係為行為本質上難以建模的系統。系統之所以「複雜」，係具有來自這些關係所產生的不同特性，例如：非線性、湧現、自發秩序、適應、和回饋循環等等。由于这些系统出现在许多学科中，研究人员已经建立了专门的研究领域来探索它们的共同特征。

## 綜觀
複雜系統這個術語，通常是指對複雜系統的研究。這是一種研究系統各元件之間關係如何引起其集體行為、以及系統如何與環境相互作用並形成關係的科學方法。複雜系統的研究把集體〈或整個系統〉的行為作為研究的基本對象; 因此，複雜系統可被認知為還原論的另一種範式，試圖以其組成元件、和其彼此相互作用來解釋系統。
作為一個跨學科的領域，複雜系統吸收了許多不同領域的貢獻。例如：來自物理學的自我組織研究、來自社會科學的自發秩序研究、來自數學的混沌理論研究、來自生物學的適應等等。因此，複雜系統經常被用來作為一個廣泛的術語，涵蓋了許多不同學科問題的研究方法，包括：統計物理學、資訊理論、非線性動力學、人類學、電腦科學、氣象學、社會學、經濟學、心理學、和生物學。

## 關鍵概念

### 系統

「開放系統」具有輸入和輸出流，代表與周圍環境交換物質、能量、或資訊。

複雜系統主要關心系統的行為和特性。廣義的系統係為一組實體，透過它們的相互作用、關係、或依賴性而形成一個統一的整體。也總是以其邊界來定義系統，以確認這些實體是系統的、或不是系統的一部分。系統外的實體，也成為系統環境的一部分。
一個系統可以表現出不同於其元件特性和行為的特性，這些整個系統、或總體的特性和行為，是系統如何與其環境相互作用、如何出現於其環境、或其元件在系統內如何行為（例如：響應外部刺激）的特徵。行為的概念意味著系統研究也涉及隨著時間的推移而發生的過程（或者在數學中的一些相空間參數化）。由於其廣泛的、跨學科的適用性，系統概念在複雜系統中扮演起中心的要角。
作為一個研究領域，複雜系統是系統科學的一個子集。一般系統理論同樣關注於相互作用的實體的集體行為，不過它研究了一個更為廣泛的系統類別，包括傳統還原論方法仍然可行的非複雜系統。事實上，系統理論試圖探索和描述所有類別的系統，而對廣泛不同領域的研究人員有用的類別發明，是系統理論的主要目標之一。
由於涉及到複雜系統，系統理論強調系統各元件之間的關係和依賴性可以決定整個系統的特性，也有助於複雜系統研究的跨學科視角：共享特性將學科之間的系統聯繫起來的概念，此為追求適用於複雜系統的建模方法的理由。對複雜系統重要的特定概念〈例如；湧現、反饋循環、和適應〉也起源於系統理論。

### 複雜
當建模困難時，系統顯示出複雜性。這意味著除了難以建模的特性外，它們的行為不能被理解，而且完全、或幾乎完全由這些特性產生的行為所支配。任何忽略這些困難、或將其描述為干擾的建模方法，都必然會產生既不準確、也沒有用處的模型。至今仍未出現解決這些問題的複雜系統的完整一般理論，因此研究人員必須在特定領域內解決這些問題。複雜系統的研究人員透過查看建模的主要任務來解決這些問題，而不是減少其各自關注的系統複雜性。
雖然仍未有被普遍接受的複雜性的確切定義，複雜性有許多典型的範例。例如，如果系統具有混沌的行為（對初始條件表現出極度敏感的行為）、或者如果他們有湧現的特性（這些特性不是孤立的，而是當它們被放置於一個系統中所形成的關係和依賴性所造成）、或者如果它們在計算上難以模擬（如果它們依賴於相對於系統規模而言過快增長的許多參數），系統可能會變得複雜。

### 網路
複雜系統相互作用的組成成分形成一個網路，是離散對象和它們之間關係的集合，通常被描繪成由邊連接頂點的圖。網路可以描述組織內部個體之間的關係、電腦迴路中邏輯閘之間的關係，基因調控網路中基因之間的關係、或任何其他相關實體之間的關係。
網路通常描述複雜系統中複雜性的來源。研究複雜系統為網絡，也因此促進圖論和網路科學許多有用的應用。例如，一些複雜系統也是複雜的網路，它具有諸如冪律度分佈之類的特性，這些特性容易適應湧現或混沌行為。事實上，完全圖中的邊數量以頂點數量二次方增長，這為大型網路複雜性來源散發額外的光芒：隨著網路的增長，網路中實體間關係數量迅速超過實體的數量。

### 非線性

複雜系統往往具有非線性的行為，意味著它們可能以不同方式回應相同的輸入，這取決於它們的狀態或上下文。 在數學和物理學中，非線性描述了系統輸入的大小變化，不會產生大小成比例變化的系統輸出。對於給定的輸入變化，取決於系統的當前狀態或其參數值，這樣的系統可以產生顯著大於或小於輸出的比例變化，甚至根本沒有輸出。
複雜系統特別感興趣的是非線性動力系統，它是具有一個或多個非線性項目的微分方程式。一些非線性動力系統，例如：勞侖次系統，可以產生一種稱為混沌的數學現象。混沌應用於複雜系統，是指在初始條件的敏感依賴性，或複雜系統所能表現的「蝴蝶效應」。在這樣的系統中，對初始條件的微小變化可導致戲劇性的不同結果。因此，混沌行為很難以數值模擬，因為在計算中間階段的小捨入誤差會造成模型產生完全不準確的輸出。而且，如果一個複雜系統恢復到之前所保持的類似狀態，對於完全相同刺激的反應，行為卻可能完全不同，所以混沌也為從過去經驗推斷論帶來挑戰。

### 湧現

比爾‧高斯帕〈Bill Gosper〉的「滑翔翼機關槍」在細胞自動機康威生命遊戲裡所創造的「滑翔」

複雜系統的另一個共同特徵是湧現的行為和特性的存在：這些系統的特徵顯然並非來自其隔離狀態的組成成分，而是由它們在系統中放置的相互作用、依賴性、或它們形成的關係而導致。湧現廣泛地描述了這種行為和特性的外觀，並且也應用於社會科學和物理科學所研究的系統。雖然湧現常被用來指僅在複雜系統中出現的無計劃組織行為，但湧現也可以指組織的細分；它描述了從組成該系統的較小實體很難、甚至不可能去預測的任何現象。
細胞自動機是複雜系統的一個廣泛研究其湧現特性的範例。在細胞自動機中一網格的細胞，每個細胞都具有有限多狀態中的一種狀態，並根據一套簡單規則隨時間而進化。這些規則指引每個細胞與相鄰居細胞的「相互作用」。儘管規則只是局部的定義，但它們已被證明能夠產生整體有趣的行為，如在康威生命遊戲的範例。

### 自發秩序和自我組織
當湧現描述計劃外秩序的外觀時，它是自發秩序（在社會科學中）、或自我組織（在物理科學中）。在羊群行為中可以看到自發秩序，即一群個體在沒有集中計劃的情況下協調行動。在某些晶體的全局對稱性中可以看到自我組織，例如雪花明顯的徑向對稱，它是由水分子之間、以及水分子與其周圍環境之間純粹局部的吸引力和排斥力所引起的。

### 適應
複雜適應系統是複雜系統的特殊情況，它們具有適應性，因為有能力從經驗中去改變和學習。複雜適應系統的範例，包括：股票市場、群居昆蟲和螞蟻群落、生物圈和生態系統、大腦和免疫系統、細胞和發育中的胚胎、製造業、和任何以人類社會團體為基礎的文化和社會制度〈例如：政黨、或社區〉。

## 特徵
複雜系統可能具有下列特徵：
連鎖性失效
由於複雜系統中各組成成分之間的強耦合，一個或多個組成成分中的失效可能導致連鎖性失效，這可能對系統的功能造成災難性後果。
小範圍的攻擊可能會導致空間網路中的連鎖性失效。
複雜系統可能是開放的
複雜系統通常是開放系統 - 也就是說，它們存在於熱力學梯度、並散失能量。換句話說，複雜系統往往遠離能量平衡：但是儘管有這種通量，也可能存在模式穩定性，參見協同學。
複雜系統可能有記憶
複雜系統的歷史可能是重要的，因為複雜系統是動態系統，它們隨著時間的推移而變化，以前的狀態可能會影響現在的狀態。更正式地說，複雜系統往往表現出自發失效和恢復、以及遲滯現象。
交互作用的系統可能有許多轉換的複雜遲滯現象。
複雜系統可能是套疊的
複雜系統的組成成分本身可能就是複雜系統。例如，一個經濟體是由組織所組成，組織是由個人所組成，個人是由細胞所組成，所有這些都是複雜系統。
多樣性的動態網路
除了耦合規則之外，複雜系統的動態網路也很重要。小世界或無尺度網絡其中有許多局部的互動、和少量的區域間連接經常採用。 自然複雜系統往往表現出這樣的拓撲。例如，在人類的大腦皮層中，我們可以看到密集的局部連通性、以及皮層內部區域和其他大腦區域之間的幾個非常長的軸突投影。
可能產生湧現的現象
複雜系統可能表現出湧現行為，也就是說，雖然結果可能由系統基本組成的活動充分決定，但它們可能具有只能在更高層級研究的特性。例如，土墩白蟻的生理、生物化學、和生物發育是一個分析層級，但其群居行為和土丘建築是從白蟻收集中湧現的特性，需要在一個不同的層級上進行分析。
關係是非線性的
實際上，這意味著一個小的擾動可能會產生很大的影響（參見「蝴蝶效應」）、一個比例效應、或甚至根本沒有效果。在線性系統中，效果總是與原因成正比。參見「非線性」。
關係包含回饋循環
負（阻尼）和正（放大）回饋總是在複雜系統中找到，元素行為的影響被回饋到元素本身被改變的方式。

## 歷史

複雜性科學發展的一個視角：http://www.art-sciencefactory.com/complexity-map_feb09.html

雖然人類已研究複雜系統有數千年之說是有爭議，但是與現已建立的物理和化學等科學領域相比，複雜系統的現代科學研究仍相當年輕。這些系統的科學研究歷史遵循幾個不同的研究趨勢。
在數學領域，可以說對複雜系統研究的最大貢獻是在確定性系統中發現了混沌，某些與非線性密切相關的動力系統的特徵。神經網路的研究也是不可缺少的，在於推動複雜系統研究所需的數學。
自我組織系統的概念被綑綁於非平衡熱力學中，包括由化學家和諾貝爾獎得主伊利亞·普里高津在他耗散結構研究中首創的成果。更年長的是哈特里－福克c.s.在量子化學方程和後來的分子結構計算方面的成果，可被視為科學中最早的湧現和湧現整體的範例之一。
現代複雜系統理論的最早前身，可以在蘇格蘭啟蒙運動的古典政治經濟學中找到，後來由奧地利經濟學派發展起來，它認為市場體系中的秩序是自發（或是湧現），因為它是人類行為的結果，而不是任何人類設計的執行。
此後，奧地利學派從19世紀到20世紀初發展了經濟計算問題、以及分散知識的概念，引發了當時凱恩斯主義經濟學的爭論。這場辯論引導經濟學家、政治家、和其他各方探討計算複雜性的問題。
作為這一領域的先驅，諾貝爾經濟學家兼哲學家弗里德里希·海耶克從卡爾·波普爾和瓦倫·韋弗的作品獲得啟發，並從20世紀早期到20世紀末致力於研究複雜的現象。沒有把他的工作局限於人類經濟，而是冒險進入其他領域，例如：心理學、生物學、和模控學。格雷戈里·貝特森在建立人類學與系統理論之間聯繫發揮了關鍵作用; 他認知了文化互動部分的運行，與生態系統非常相似。
雖然對複雜系統的明確研究至少可以追溯到20世紀70年代，第一個研究機構側重於複雜系統，聖塔菲研究所成立於1984年。早期的聖塔菲研究所參與者，包括；諾貝爾物理學獎得主默里·蓋爾曼和菲利普·安德森、諾貝爾經濟學獎得主肯尼思·阿羅、以及曼哈頓計劃的科學家喬治·考恩（George Cowan）和赫伯·安德森（Herb Anderson）。現今，已有50多個研究機構和研究中心專注於複雜系統。

## 應用

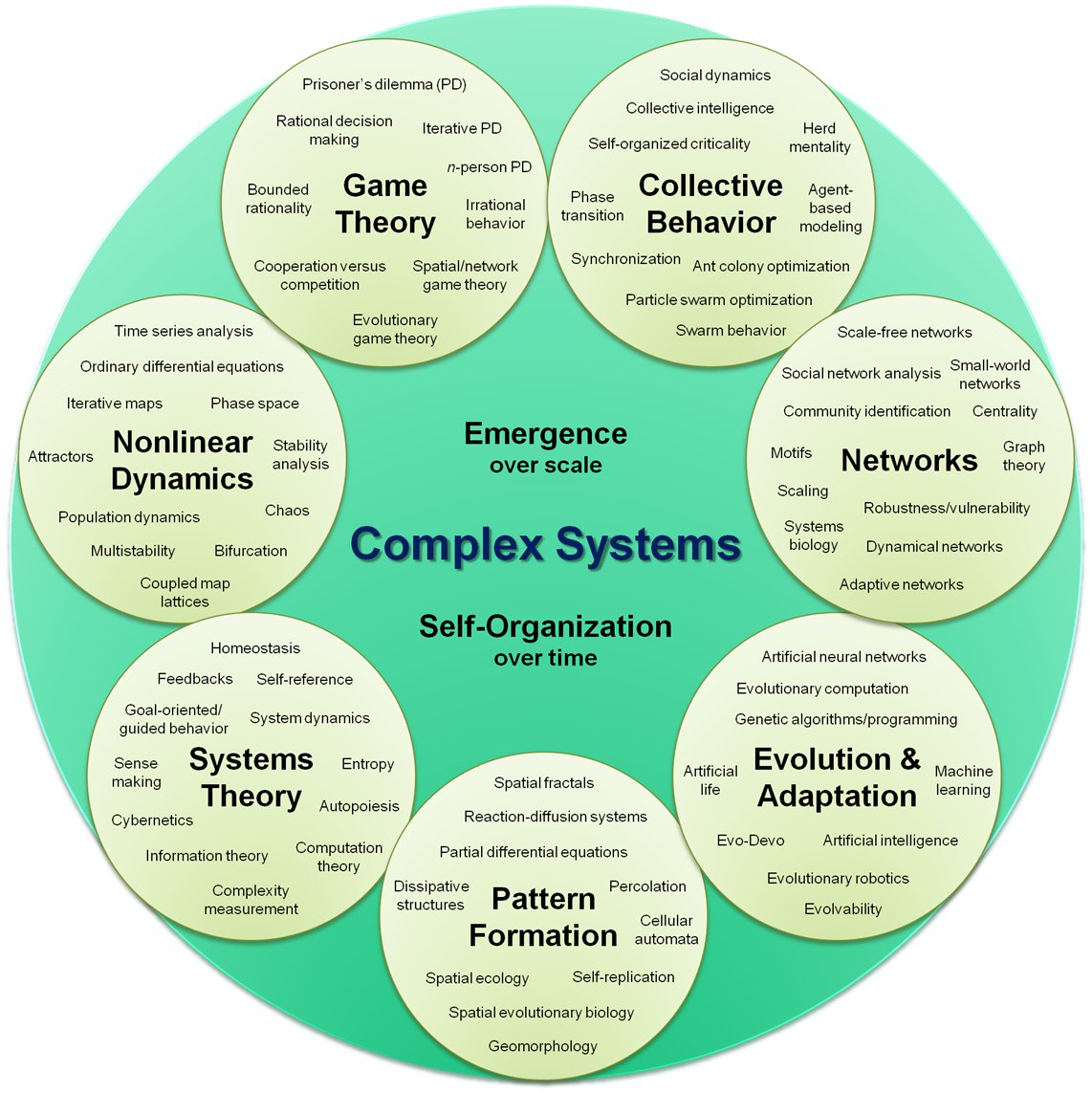
複雜系統組織圖

### 複雜性實務
處理複雜性的傳統方法是減少或限制它。 通常情況下，這涉及到劃分：將大系統劃分為不同的部分。例如，組織將其工作劃分為各自處理不同問題的部門，通常使用模塊化組件來設計工程系統，但是當出現彌合分歧的問題時，模塊化設計容易出現失效。

### 複雜性管理
隨著專案和收購變得越來越複雜，公司和政府面臨著挑戰去找到有效方法來管理大型收購，例如：陸軍未來戰鬥系統（FCS）。FCS收購依賴不可預測地相互作用的相關元件的網路，隨著收購變得越來越以網路為中心和複雜化，企業將被迫設法管理複雜性，而政府將面臨挑戰去提供有效治理，以確保靈活性和彈性。

### 複雜性經濟學
過去幾十年，在複雜性經濟學這個新興領域內，新預測工具已被開發出來解釋經濟增長。1989年聖塔菲研究所建立的模型、以及最近由麻省理工學院物理學家凱撒·伊達爾戈和哈佛大學經濟學家里卡多·豪斯曼提出的經濟複雜性指數（ECI）就是這類的案例。里卡多·豪斯曼、凱撒·伊達爾戈、和他們的經濟複雜觀察團隊已經依據ECI作出了2020年的GDP預測。

### 複雜性和教育
Jonas Forsman、Rachel Moll、和Cedric Linder關注學生堅持學習的問題，探索「使用複雜性科學，作為擴展物理教育研究方法學應用的框架的可行性」，發現：「在複雜性科學的視角內構建社會網路分析，為廣泛的物理教育研究（PER）主題提供了新的強大的適用性」。

### 複雜性和建模
弗里德里希·哈耶克對早期複雜性理論的主要貢獻之一，是他對「人類預測簡單系統行為的能力」與「透過建模預測複雜系統行為的能力」二者之間的區別。他認為一般經濟學和複雜現象的科學（在他看來，包括：生物學、心理學等等）不能被建模，尤其在處理基本簡單現象的科學（如物理學）之後。哈耶克明確地解釋：複雜現象（透過建模）只能允許模式預測，尤其與非複雜現象可做出的精確預測相比較。

### 複雜性和混沌理論
複雜性理論源於混沌理論，而混沌理論又源自一個多世紀以前法國數學家儒勒·昂利·龐加萊的作品。混沌有時被視為極端複雜的資訊，而非缺乏次序。混沌系統仍保持確定性，儘管它們的長期行為很難精準預測。透過對初始條件、以及描述混沌系統行為的相關方程式的完美知識，理論上可以對系統的未來作出完全準確的預測，儘管在實務上這是不可能達成的任意準確性。伊利亞·普里高津則反駁：複雜性是非確定性的，不能準確預測未來。
複雜性理論的湧現顯示一個確定性和（複雜的）隨機性二者之間的領域。這被稱為「混沌的邊緣」。

勞侖次吸子的繪圖。

當分析複雜系統時，對初始條件的敏感性並不像混沌理論那樣重要，誠如 Colander 所言，複雜性研究是在混沌研究的對立面。複雜性是關於大量的極端複雜和動態集合的關係，如何能產生一些簡單的行為模式，而在確定性混沌意義上的混沌行為，則是相對少量的非線性相互作用的結果。
因此，混沌系統與複雜系統的主要區別在於它們的歷史。混沌系統不像複雜系統那樣依賴歷史，混沌行為推動系統處於混沌秩序，換句話說，就是在我們傳統上所定義的「秩序」的範圍之外。另一方面，複雜系統在混沌的邊緣，遠離平衡狀態演變。它們在一個由不可逆轉和意想不到的事件歷史所建立起來的臨界狀態下演變，物理學家默里·蓋爾曼稱之為「凍結事故的累積」。在某種意義上，混沌系統可以被看作是複雜系統的一個子集，正是由於這種缺乏歷史依賴性才得以區分。實務上，許多真實的複雜系統經歷了漫長、有限的時間期間。然而，它們確實具有激進的質變潛力，同時保持系統的完整性。質變也許不僅僅有此轉換的隱喻效果。

### 複雜性和網路科學
一個複雜系統通常由許多組成成分及其相互作用所組成，這種系統可以由一個網路來表示，其中節點代表組成成分，鏈結代表它們的相互作用
。例如：互連網（INTERNET）可以表示為由節點（電腦）和鏈結（電腦之間的直接連接）所組成的網路，並利用滲流理論來研究對失效的還原能力。其他範例為社交網路、航線網路、生物網路、和氣候網路。網絡也可能失效，並自發恢復。為了對這種現象進行建模，參見參考文獻。交互作用的複雜系統，可以建模為網路的網路。對於他們的分解和恢復屬性，參見
。

### 複雜性計算的一般式
可達成優選的計算定律被建立為有序系統的計算一般式，它揭示了在系統完整性的一般限制內，複雜性計算是有序系統的特定和任何經驗路徑下的「最優選擇」和「最優驅動達成模式超時」的複合計算。
可達成優選的計算定律有四個關鍵組成成分，如下所述：
1. 優選的可達成性：任何預期的優選應該是可達成的。無法達成的優選，對於在有序系統中的成員（甚至對於有序系統本身）是沒有意義的。
2. 普遍性和一致性：極大化可達成性以探索最佳可利用的優選，是有序系統中所有成員的普遍性計算邏輯，並且適應於有序系統。
3. 受條件限制：可達成性和優選之間可以實現的取捨，主要取決於初始投注能力、以及投注能力如何隨著投注行為觸發的收益表更新路徑而演變，並受到獎勵和懲罰的基本法則的授權。準確地說，這是一系列有條件的事件，下一個事件將發生於從經驗路徑到達現狀之時。
4. 強健：可達成優選所能承受的挑戰越多，就路徑完整性而言就越健全。
可達成優選定律中也有四個計算特徵。
1. 最佳選擇：在實現最佳選擇的計算，可以昰非常簡單、或者非常複雜。在最佳選擇中的一個簡單規則，就是接受所達成的任何事情。「按件獎勵」（RAYG），當 RAYG 被採用時，可達成優選計算將減少到最佳化的可達性。當達成的遊戲中存在多個 NE 策略時，最佳選擇計算可能更為複雜。
2. 初始狀態：計算被假設從一個有興趣的起點開始，甚至一個有序系統的絕對起點本質上可能不存在，也不需要存在。假設的中性初始狀態有利於人工或模擬計算，預計不會改變任何發現的普遍性。
3. 領域：一個有序系統應該有一領域，由系統發起的通用計算，將產生一個仍然在領域內的最佳解決方案。
4. 達成模式：在計算空間中的達成模式、或者在計算空間中的優選驅動達成模式的形式，主要依賴於計算空間下度量空間的性質和維度、以及實現達成的經驗路徑的懲罰和獎勵法則。我們感興趣的經驗路徑有五種基本形式：持續正向增強經驗路徑、持續負向增強經驗路徑、混合持續型經驗路徑、衰退規模經驗路徑、和選擇經驗路徑。
在選擇經驗路徑中的複合計算，包括當前和滯後交互作用、動態拓撲變換，並且暗示有序系統的經驗路徑具有不變性和變異的特徵。
另外，可達成優選的計算定律給出了複雜度模型、混沌模型、和確定模型之間的界限。當 RAYG 是最佳選擇計算，並且達成模式是持續正向經驗路徑、持續負向經驗路徑、或混合持久模式經驗路徑時，其基礎計算應該是採用確定規則的簡單系統計算。如果達成模式沒有在 RAYG 體制中經歷的持續模式，基礎計算則提示有一混沌系統。當最佳選擇計算涉及非 RAYG 計算時，此為複雜性計算所驅動的複合效應。

## 重要人物
- 克里斯托佛·亞歷山大
- 格雷戈里·貝特森
- 卡爾·路德維希·馮·貝塔郎非
- 薩繆爾·鮑爾斯（Samuel Bowles）
- 保羅·西利爾斯（Paul Cilliers）
- 默里·蓋爾曼
- 阿圖·艾伯瑞爾（Arthur Iberall）
- 斯圖亞特·考夫曼
- 克里斯多弗·摩爾（Cristopher Moore）
- 比爾·麥凱爾維（Bill McKelvey）
- 傑里·薩布洛夫（Jerry Sabloff）
- 傑佛瑞·韋斯特（Geoffrey West）
- 揚尼爾·巴哈彥（Yaneer Bar-Yam）
- 華特·克萊門斯（Walter Clemens, Jr.）
- 埃德加·莫林

## 延伸閱讀
- Bazin, A. (2014).  Small Wars Journal.
- Syed M. Mehmud (2011), A Healthcare Exchange Complexity Model
- Chu, D.; Strand, R.; Fjelland, R. . Complexity. 2003, 8 (3): 19–30. doi:10.1002/cplx.10059.
- L.A.N. Amaral and J.M. Ottino, Complex networks — augmenting the framework for the study of complex system （页面存档备份，存于）, 2004.
- Gell-Mann, Murray.  (PDF). Complexity. 1995, 1 (5).[永久]
- Nigel Goldenfeld and Leo P. Kadanoff, Simple Lessons from Complexity （页面存档备份，存于）, 1999
- A. Gogolin, A. Nersesyan and A. Tsvelik, Theory of strongly correlated systems , Cambridge University Press, 1999.
- Kelly, K. (1995). Out of Control （页面存档备份，存于）, Perseus Books Group.
- Donald Snooks, Graeme. . Complexity. 2008, 13 (6): 12–20. doi:10.1002/cplx.20225.
- Sorin Solomon and Eran Shir, Complexity; a science at 30[永久], 2003.
- Preiser-Kapeller, Johannes, "Calculating Byzantium. Social Network Analysis and Complexity Sciences as tools for the exploration of medieval social dynamics". August 2010
- Walter Clemens, Jr., Complexity Science and World Affairs, SUNY Press, 2013.
- Eryomin A.L. Biophysics of Evolution of Intellectual Systems // Biophysics, 2022, Vol. 67, No. 2, pp. 320–326. （页面存档备份，存于）

## 外部連結
- .   [2020-10-05]. （原始内容存档于2017-07-01）.
- .   [2017-12-14]. （原始内容存档于2017-12-05）.
- .   [2017-12-14]. （原始内容存档于2011-02-24）.
- .   [2017-12-14]. （原始内容存档于2017-12-13）.
- .   [2017-12-14]. （原始内容存档于2013-02-13）. (Interdisciplinary Description of Complex Systems)
- .   [2017-12-14]. （原始内容存档于2017-12-13）.
- Jessie Henshaw. . Encyclopedia of Earth. October 24, 2013  [2017-12-14]. （原始内容存档于2016-03-05）.
- Introduction to complex systems-short course by Shlomo Havlin
- Complex systems （页面存档备份，存于） in scholarpedia.
- (European) Complex Systems Society （页面存档备份，存于）
- (Australian) Complex systems research network.
- Complex Systems Modeling based on Luis M. Rocha, 1999.
- CRM Complex systems research group
- The Center for Complex Systems Research, Univ. of Illinois at Urbana-Champaign
- FuturICT - Exploring and Managing our Future （页面存档备份，存于）